# Nadvirna
Nadvirna (Oekraïens: Надвірна, Pools: Nadwórna; Jiddisch נאדווארנא, Nadverne) is een stad in de oblast Ivano-Frankivsk, in Oekraïne. De stad telt 20.620 inwoners.

## Geboren
- Roman Hontjoek (1984), Oekraïens judoka